# Jaime Lladó Lumbera
Jaime Lladó Lumbera, auf Katalanisch Jaume Lladó Lumbera, (* 16. August 1916 in Barcelona; † 16. April 2001) war ein spanischer Schachspieler.

## Schach
1956 und 1961 gewann Lladó Lumbera die spanische Meisterschaft. Er wurde mehrfach katalanischer Meister. 1958 nahm er für Spanien an der 13. Schacholympiade in München teil, 1961 und 1970 an der Mannschaftseuropameisterschaft. In der spanischen Mannschaftsmeisterschaft spielte er 1963 und 1964 für CE Ruy López Paluzie Barcelona, 1971 und 1973 für CA Español Barcelona sowie 1976 und 1978 für GE Seat Barcelona.